# Thử thai
Thử thai là việc kiểm tra xem một người phụ nữ có mang thai hay không. Dấu hiệu nhận biết sẽ xuất hiện ở máu và nước tiểu của đối tượng, chính vì vậy, các dụng cụ xét nghiệm thai nhi như que thử thai sẽ dựa vào các yếu tố này để kiểm tra.